# Domžale
Domžale es una localidad eslovena, capital del municipio homónimo. Domžale se encuentra a orillas del río Kamniška Bistrica, el río más grande de esta ciudad, que en el área de Dol se desemboca en el río Sava. Alrededor de la ciudad se encuentran pequeños riachuelos, que desembocan en el Kamniška Bistrica, incluyendo el Mlinščica. Municipios suburbanos y pueblos circundantes son Mengeš, Moravče, Lukovica pri Domžalah y Trzin. La ciudad cuenta con siete escuelas primarias y una escuela secundaria. Aparte de escuelas primarias y secundarias Domžale también tiene una facultad de biotecnología y una escuela de música. Domžale es conocida como ciudad de deportes, cuentan con un club de fútbol propio. 

## Posición
Domžale es una ciudad en las afueras de Kamnik- Mengeš. La ciudad está situada en la llanura de Liubliana a 10 km de Kamnik, a 15 km de Liubliana y 20 km de Kranj. Municipios suburbanos son Mengeš, Moravče, Trzin que distan 15 km del aeropuerto de Liubliana. La altitud de la ciudad es 304 m sobre el nivel del mar.

## Historia
Los registros más antiguos conocidos de asentamientos en el territorio de Domžale se remontan al siglo XII, XIII Y XIV. Así por ejemplo Študa fue mencionada ya en el año 1207, Dob se menciona en un documento en el año 1223. Al final del siglo XIV ya podemos constatar de la mayoría de los lugares del municipio.

## Monumentos
El museo de la artesanía de la paja
El Museo de la artesanía de la paja muestra el desarrollo de esta artesanía en Domžale. En este museo se encuentra una colección de sombreros de la paja, tejidos de trenzas y herramientas para la fabricación de sombreros de la paja. En siglo XVIII y XIX los sombreros de paja fueron exportados a muchos países europeos y también estaban a la venta en Estados Unidos. La artesanía de la paja cuenta con una larga tradición, este tipo de artesanía empezó en Ihan cuando un soldado regreso de Florencia. Alrededor de 1970 empezaron a vender sombreros de la paja hechos en esta ciudad. Desde Ihan se extendió rápidamente a los pueblos vecinos. En 1857 Franc Makužič construyó una pequeña fábrica de sombreros de paja en Stobu. Desde entonces la industria de artesanía de la paja se extendió rápidamente a Domžale. La mayor expansión alcanzó antes de la Primera Guerra Mundial. Con esta artesanía también se fundó la clase obrera en Domžale. En esta zona había alrededor de 25 fábricas de artesanía de la paja. A este tipo de artesanía se dedicaron más de 12.000 personas. (https://web.archive.org/web/20140109235252/http://www.domzale.si/s1a147/zgodovina/kratek-zgodovinski-kulturni-in-gospodarski-oris.html)/
Castillos
Castillo de Krumperk
En la cercanía de Domžale se encuentra el castillo de Krumperk. Es el más importante edificio medieval conservado en Domžale. Ofrece numerosas actividades ya que en su alrededor hay un entorno rural idílico para caminar y montar a caballo, ir de bicicleta o visitar eventos ecuestres. Cerca se encuentra un centro de cría con clases de equitación y paseos recreativos. Las primeras noticias del castillo tienen su origen en el año 1338, cuando el castillo se menciona coma la herencia de una familia noble los Kreutberg. Durante los siglos el castillo cambió varias veces de propietarios. Después de la Segunda Guerra Mundial el castillo fue nacionalizado y saqueado..
Castillo de Črnelo
En el siglo XIII los señores Črnelski construyeron un castillo con una torre llamada »turnom«. En la literatura el antiguo castillo se menciona por primera vez en enero de 1297, decir en tiempos de los señores Črnelski. En los siguientes 200 años el castillo fue la propiedad de los condes de Lamberg, que cambiaron la apariencia del castillo y lo transformaron en un edificio de forma cuadrada.
Castillo de Češenik
Probablemente el pueblo de Češenik tomo su nombre del castillo Češenik. El castillo se encuentra al norte del pueblo. El primer Češeniški, un señor llamado Wulfing se menciona año 1300. En el lugar del actual castillo al principio se encontraba una torre. En año 1581 un rayo incendió. Después construyeron una mansión, que fue la propiedad de los señores de Lamberg. El castillo fue renovado varias veces. Hoy en día tiene es una mansión residencial. Se ha conservado el portal de entrada del año 1612. En el parque se encuentra también un pabellón de estilo barroco, que ha sido restaurado.
Parques
•	Parque de Češmin (Češminov park) se encuentra en el pleno centro de la ciudad. En él normalmente se realizan diversos eventos.
•	Parque municipal es un parque pequeño cerca del edificio del municipio y unidad administrativa de Domžale
•	Parque de la Nación (Park državnosti) es un parque en Srednje Jarše. En este parque se encuentra monumento de la Piedra del Príncipe.
•	Kamniška Bistrica se extiende desde Kamnika hasta Dol pri Ljubljani, se trata de una zona verde 
•	Los 88 tilos (Park 88 lip) es uno de los parques más viejos, dedicado a Josip Broz Tito.
•	Šumberk en este parque se encuentran dos cuevas kársticas, la “Cueva Larga“ y la de Podreška.
•	Avenida de Groblje que en el pasado llevaba a la iglesia y al castillo. Hoy en día en el lugar del castillo se encuentra la facultad y la iglesia.
•	Ruta memorial Domžale que conduce por los caminos del antiguo municipio de Domžale.
Cuevas
•	Cueva Larga 
•	Cueva de Podreška que se encuentra en el sendero educativo en Šumberk.
•	Cueva de hierro 
•	Jamarski dom donde se encuentra también una colección de piedras y fósiles, la colección de Simon Robič y también ilustración del desarrollo de la artesanía de la paja. Además también puede ver una fascinante colección de estalactitas de diferentes cuevas eslovenas.
Iglesias
•	 La iglesia de Santo Hermágoras y Fortunato de Groblje  es conocida por sus frescos que pintó el famoso pintados por esloveno Franc Jelovšek
•	Iglesia de la Ascensión construida en el siglo XVI en la pequeña loma de Goričica.
Granja de Menačnk
Forma parte importante de la tradición cultural de Domžale. La casa se basa en la tradición artesanal, que tuvo un papel importante en la historia de la ciudad. La casa fue construida a principios del siglo XX para vivir y trabajar en ella y era la propiedad de la familia Ahčin. La casa fue conocida como “Pr Menačnk”. Después del año 2003 fue reconstruida y transformada en museo etnológico. La casa está equipada con elementos y muebles tradicionales, que nos ofrecen una visión auténtica de la vieja granja.

## Medios
En Domžale se edita un periódico local llamado Slamnik. Otros dos periódicos locales son también Noticias de Domžale (Domžalske novice) y Domžurnal, que se imprimen para varias regiones de esta ciudad. La emisora local de radio es Radio Hit, que hoy en día es conocida en toda Eslovenia.

## Tráfico
Domžale está conectada con los municipios de Trzin, Kamnik y Liubliana por la vía férrea Kamnik - Ljubljana. Las líneas de autobuses interurbanos están operadas por la empresa Kam bus. La ciudad está también conectada por la línea interregional Murska Sobota - Maribor - Celje - Ljubljana - Postojna - Koper - Piran y línea Ljutomer - Maribor - Celje - Ljubljana - Postojna - Ajdovščina - Nova Gorica.

## Bandera
La bandera de Domžale es de color azul, con hojas amarillas y cereales, entrelazadas en trenza de paja e incluye tres clases de granos. La bandera de Domžale es de forma rectangular. La primera parte está separada por una banda de oro amarillo y es de forma vertical. 

## Escudo
El escudo del municipio de Domžale está formado por tres clásicos del grano en un campo azul heráldico, entrelazados en una trenza de paja. Hacia dentro del escudo crecen tres pajas de cereales. 